# Olympische Winterspiele 1988/Teilnehmer (Norwegen)
| Gelbes Symbol für Goldmedaillen mit stilisierten Olympischen Ringen | Graues Symbol für Silbermedaillen mit stilisierten Olympischen Ringen | Braundes Symbol für Bronzemedaillen mit stilisierten Olympischen Ringen |
| ------------------------------------------------------------------- | --------------------------------------------------------------------- | ----------------------------------------------------------------------- |
| —                                                                   | 3                                                                     | 2                                                                       |

Norwegen nahm an den Olympischen Winterspielen 1988 im kanadischen Calgary mit einer Delegation von 63 Athleten in sieben Disziplinen teil, davon 53 Männer und 10 Frauen. Mit drei Silber- und zwei Bronzemedaillen platzierte sich Norwegen auf dem 12. Rang im Medaillenspiegel. Erstmals gelang keinem norwegischen Sportler bei Winterspielen ein Olympiasieg.
Fahnenträger bei der Eröffnungsfeier war der Skilangläufer Oddvar Brå.

## Teilnehmer nach Sportarten

### Biathlon
- Geir Einang
10 km Sprint: 11. Platz (26:13,3 min)
4 × 7,5 km Staffel: 6. Platz (1:25:57,0 h)

- Gisle Fenne
20 km Einzel: 30. Platz (1:01:56,5 h)
4 × 7,5 km Staffel: 6. Platz (1:25:57,0 h)

- Sylfest Glimsdal
20 km Einzel: 39. Platz (1:03:46,9 h)

- Eirik Kvalfoss
10 km Sprint: 20. Platz (26:51,9 min)
20 km Einzel: 6. Platz (57:54,6 min)
4 × 7,5 km Staffel: 6. Platz (1:25:57,0 h)

- Frode Løberg
10 km Sprint: 14. Platz (26:32,9 min)
20 km Einzel: 20. Platz (1:00:52,7 h)
4 × 7,5 km Staffel: 6. Platz (1:25:57,0 h)

- Sverre Istad
10 km Sprint: 30. Platz (27:34,3 min)

### Eishockey
Männer
| - Jarl Eriksen - Vern Mott - Cato Tom Andersen - Morgan Andersen - Tor Helge Eikeland - Åge Ellingsen - Tommy Skaarberg - Truls Kristiansen - Kim Søgaard - Petter Salsten - Jørgen Salsten - Arne Billkvam | - Stephen Foyn - Jarle Friis - Rune Gulliksen - Geir Hoff - Roy Johansen - Erik Kristiansen - Ørjan Løvdal - Sigurd Thinn - Petter Thoresen - Marius Voigt - Lars Bergseng |

- 12. Platz

### Eisschnelllauf
Männer
- Bjørn Hagen
500 m: 18. Platz (37,69 s)
1000 m: Rennen nicht beendet

- Rolf Falk-Larssen
1000 m: 26. Platz (1:15,42 min)
1500 m: 21. Platz (1:55,94 min)
5000 m: 12. Platz (6:54,37 min)

- Geir Karlstad
5000 m: 7. Platz (6:50,88 min)
10.000 m: Rennen nicht beendet

- Frode Rønning
500 m: 10. Platz (37,31 s)
1000 m: 25. Platz (1:15,39 min)

- Frode Syvertsen
1500 m: 33. Platz (1:58,37 min)
5000 m: 33. Platz (7:05,57 min)
10.000 m: 21. Platz (14:32,08 min)

Frauen
- Edel Therese Høiseth
500 m: 14. Platz (40,95 s)
1000 m: 15. Platz (1:21,90 min)
1500 m: 20. Platz (2:09,34 min)

- Minna Nystedt
1500 m: 25. Platz (2:12,40 min)
3000 m: 25. Platz (4:35,35 min)
5000 m: 24. Platz (7:54,11 min)

### Nordische Kombination
- Knut Leo Abrahamsen
Einzel (Normalschanze / 15 km): 26. Platz (390,425)

- Hallstein Bøgseth
Einzel (Normalschanze / 15 km): 23. Platz (394,450)
Mannschaft (Normalschanze / 10 km): 4. Platz (1:21:34,4 min)

- Trond Arne Bredesen
Einzel (Normalschanze / 15 km): 11. Platz (411,965)
Mannschaft (Normalschanze / 10 km): 4. Platz (1:21:34,4 min)

- Torbjørn Løkken
Einzel (Normalschanze / 15 km): 6. Platz (n/A)
Mannschaft (Normalschanze / 10 km): 4. Platz (1:21:34,4 min)

### Ski Alpin
Männer
- Finn Christian Jagge
Abfahrt: 35. Platz (2:07,64 min)
Super-G: Rennen nicht beendet
Riesenslalom: Rennen nicht beendet
Slalom: Rennen nicht beendet
Kombination: 9. Platz (95,21)

- Atle Skårdal
Abfahrt: 15. Platz (2:03,26 min)
Super-G: Rennen nicht beendet
Kombination: Slalomrennen nicht beendet

- Jan Einar Thorsen
Abfahrt: 24. Platz (2:04,77 min)
Super-G: Rennen nicht beendet
Kombination: Slalomrennen nicht beendet

### Skilanglauf
Männer
- Torgeir Bjørn
50 km Freistil: 11. Platz (2:08:41,0 h)

- Oddvar Brå
15 km klassisch: 4. Platz (42:17,3 min)
4 × 10 km Staffel: 6. Platz (1:46:87,7 h)

- Martin Hole
30 km klassisch: 31. Platz (1:31:47,5 h)

- Tor Håkon Holte
30 km klassisch: 21. Platz (1:29:59,5 h)
50 km Freistil: 26. Platz (2:12:56,6 h)

- Terje Langli
15 km klassisch: 12. Platz (42:59,3 min)
4 × 10 km Staffel: 6. Platz (1:46:87,7 h)

- Pål Gunnar Mikkelsplass
15 km klassisch: Silber  (41:33,4 min)
30 km klassisch: 6. Platz (1:25:44,6 h)
50 km Freistil: 9. Platz (2:08:20,0 h)
4 × 10 km Staffel: 6. Platz (1:46:87,7 h)

- Vegard Ulvang
15 km klassisch: 7. Platz (42:31,5 min)
30 km klassisch: Bronze  (1:25:11,6 h)
50 km Freistil: 4. Platz (2:06:32,3 h)
4 × 10 km Staffel: 6. Platz (1:46:87,7 h)

Frauen
- Anette Bøe
20 km Freistil: 20. Platz (59:45,8 min)

- Marianne Dahlmo
5 km klassisch: 9. Platz (15:30,4 min)
20 km Freistil: 8. Platz (58:31,1 min)
4 × 5 km Staffel: Silber  (1:01:33,0 h)

- Trude Dybendahl
4 × 5 km Staffel: Silber  (1:01:33,0 h)

- Marit Elveos
20 km Freistil: 18. Platz (59:33,2 min)

- Anne Jahren
5 km klassisch: 4. Platz (15:12,6 min)
10 km klassisch: 16. Platz (31:34,1 min)
4 × 5 km Staffel: Silber  (1:01:33,0 h)

- Inger Helene Nybråten
5 km klassisch: 6. Platz (15:17,7 min)
10 km klassisch: 6. Platz (30:51,7 min)

- Brit Pettersen
5 km klassisch: 11. Platz (15:36,7 min)
10 km klassisch: 14. Platz (31:20,5 min)

- Marit Wold
10 km klassisch: 15. Platz (31:31,6 min)
20 km Freistil: 24. Platz (1:00:55,0 h)
4 × 5 km Staffel: Silber  (1:01:33,0 h)

### Skispringen
- Ole Christian Eidhammer
Normalschanze: 19. Platz (186,7)
Großschanze: 17. Platz (187,9)
Mannschaft: Bronze  (596,1)

- Ole Gunnar Fidjestøl
Normalschanze: 22. Platz (184,4)
Mannschaft: Bronze  (596,1)

- Erik Johnsen
Normalschanze: 41. Platz (171,1)
Großschanze: Silber  (207,9)
Mannschaft: Bronze  (596,1)

- Jon Inge Kjørum
Großschanze: 15. Platz (189,2)
Mannschaft: Bronze  (596,1)

- Vegard Opaas
Normalschanze: 45. Platz (166,2)
Großschanze: 19. Platz (185,2)